# Dasyphyllum diacanthoides
Dasyphyllum diacanthoides là một loài thực vật có hoa trong họ Cúc. Loài này được (Less.) Cabrera mô tả khoa học đầu tiên năm 1959.